# TGV Duplex
El TGV Duplex (TGV-D) va ser construït per a augmentar la capacitat dels TGV sense augmentar la longitud del tren ni el nombre de trens. Cada remolc té dos pisos, amb un únic accés a través de les portes de la part baixa que s'aprofiten de la baixa altura de les andanes franceses.
Una escala permet l'accés al pis de superior, on estan localitzades les passarel·les entre remolcs. Aquesta distribució permet una capacitat de 512 seients a cada composició (135 places més que els TGV-R). En les línies més ocupades, com la línia París-Marsella, surten composicions de dos trens amb el que s'aconsegueix una capacitat d'1.024 places. Cada composició tenen una compartiment per a l'accés amb persones amb mobilitat reduïda.
Després d'una llarg desenvolupament que va començar el 1987 (en el qual es coneixien com a TGV-2NG), es van construir en dues tandes, 30 entre 1995-1998 i 34 més entre 2000-2004. El seu pes és de 424 t, fan 200,19 m, cada tren es compon de 2 caps tractors més 8 remolcs de dos pisos. La gran quantitat d'alumini utilitzada suposa que la massa d'aquests no és molt major que dels TGV Réseau. Són també models bi-tensió i posseeixen una potència nominal total de 8.800 kW i se'ls ha incrementat la velocitat màxima fins als 320 km/h